# Steven Bergwijn
Steven Bergwijn (* 8. Oktober 1997 in Amsterdam) ist ein niederländischer Fußballspieler und ehemaliger Nationalspieler, der bei Al-Ittihad FC unter Vertrag steht.

## Karriere

### Verein
Bergwijn, sowohl niederländischer als auch surinamischer Staatsangehöriger, begann beim ASC Waterwijk, einem Stadtteilverein von Almere in der Provinz Flevoland, mit dem Fußballspielen. Später wechselte er in die Jugendakademie von Ajax Amsterdam und anschließend in die des Ligakonkurrenten PSV Eindhoven. Seit Ende der Saison 2014/15 spielt er in deren ersten Mannschaft. Mit der PSV Eindhoven gewann Bergwijn dreimal die Meisterschaft und einmal den nationalen Superpokal. Außerdem war er seit seinem Profidebüt in jeder Saison im Europapokal vertreten; in der Saison 2015/16 erreichte er mit der PSV Eindhoven in der Champions League das Achtelfinale und schied nach dem 7:8 im Elfmeterschießen gegen den späteren Finalisten Atlético Madrid aus dem Wettbewerb aus, nachdem sowohl das Hin- als auch Rückspiel torlos endete.
Am 29. Januar 2020 wurde sein Wechsel für rund 30 Millionen Euro zu Tottenham Hotspur bekannt gegeben. Er erzielte sein erstes Tor für den Verein bei seinem Premier-League-Debüt, einem 2:0-Sieg gegen Manchester City, und wurde außerdem von Sky Sports zum Man of the Match ernannt. Am 6. März 2020 erlitt Bergwijn im Spiel gegen Burnley eine Verstauchung des linken Knöchels, die ihn möglicherweise für den Rest der Saison außer Gefecht gesetzt hätte. Aufgrund der durch COVID-19 verursachten Premier-League-Pause hatte Bergwijn aber Zeit, sich zu erholen. Er konnte in die Startelf zurückkehren und in Tottenhams erstem Spiel nach der Pause gegen Manchester United ein Tor erzielen. Am 19. Januar 2022 erzielte Bergwijn einen Doppelpack gegen Leicester City in der Nachspielzeit und bescherte Tottenham einen 3:2-Sieg.
Im Sommer 2022 wechselte er für eine Ablösesumme von 31,25 Millionen Euro zu Ajax Amsterdam und ist damit der neue Rekordtransfer der Niederländer. Der damalige Rekord, der den Transfer von Sébastien Haller mit 22,5 Millionen Euro beinhaltete, wurde gebrochen. Er unterschrieb dort einen bis 2027 gültigen Vertrag. Am 14. August 2022 erzielte er beim 6:1-Sieg gegen Groningen einen Hattrick. Am 8. August 2023 wurde Bergwijn von Ajax als neuer Mannschaftskapitän bekannt gegeben und ersetzte den zu Fenerbahçe Istanbul abgewanderten Dušan Tadić.
Im Sommer 2024 wechselte er für eine Ablösesumme von 21 Millionen zum saudi-arabischen Verein Al-Ittihad FC.

### Nationalmannschaft
Bergwijn nahm mit der U17-Nationalmannschaft an der U17-Europameisterschaft 2014 in Malta teil und erreichte das am 21. Mai 2014 angesetzte Finale, das jedoch gegen die Auswahl Englands mit 1:4 im Elfmeterschießen verloren wurde. Für die U17-Nationalmannschaft bestritt er 15 Länderspiele, in den er acht Tore erzielte. Sein Debüt am 11. September 2013 beim 2:2-Unentschieden gegen die Auswahl Deutschlands krönte er sogleich mit seinem ersten Tor, dem Führungstreffer zum 2:1 in der 48. Minute. In der Folge absolvierte Bergwijn mindestens eine Begegnung für die U18- und 16 für die U19-Nationalmannschaft, mit der er an der U19-Europameisterschaft 2016 in Deutschland teilnahm. Daraufhin absolvierte er vier Spiele für die U20-Auswahl und absolvierte am 6. Oktober 2016 beim torlosen Unentschieden im EM-Qualifikationsspiel in Alkmaar gegen die U21-Nationalmannschaft der Türkei sein Debüt für die U21-Nationalmannschaft. Am 5. Oktober 2018 wurde er von Bondscoach Ronald Koeman mit seiner Nominierung für das Spiel der Gruppe A1 in der Liga A der UEFA Nations League gegen die Nationalmannschaft Deutschlands sowie für das Testspiel gegen die Nationalmannschaft Belgiens erstmals in die A-Nationalmannschaft berufen. Sein Debüt erfolgte am 13. Oktober 2018 beim 3:0-Sieg in der Nations-League-Begegnung mit der Nationalmannschaft Deutschlands in Amsterdam. Nachdem Bergwijn zum saudi-arabischen Verein Al-Ittihad FC gewechselt war, wurde er vom Bondscoach Ronald Koeman von weiteren Nominierungen für die Nationalmannschaft ausgeschlossen. Koeman begründete dies mit aus seiner Sicht fehlendem sportlichen Ehrgeiz Bergwijns und sah in seinem Wechsel hauptsächlich finanzielle Motive.

## Karrierestatistik
| Verein            | Liga             | Saison          | Liga   | Liga | Nat. Pokal | Nat. Pokal | Ligapokal | Ligapokal | Europapokal | Europapokal | Andere | Andere | Gesamt | Gesamt |
| Verein            | Liga             | Saison          | Spiele | Tore | Spiele     | Tore       | Spiele    | Tore      | Spiele      | Tore        | Spiele | Tore   | Spiele | Tore   |
| ----------------- | ---------------- | --------------- | ------ | ---- | ---------- | ---------- | --------- | --------- | ----------- | ----------- | ------ | ------ | ------ | ------ |
| PSV Eindhoven II  | Eerste Divisie   | 2014/15         | 7      | 3    | –          | –          | –         | –         | –           | –           | –      | –      | 7      | 3      |
| PSV Eindhoven II  | Eerste Divisie   | 2015/16         | 20     | 9    | –          | –          | –         | –         | –           | –           | –      | –      | 20     | 9      |
| PSV Eindhoven II  | Eerste Divisie   | 2016/17         | 4      | 2    | –          | –          | –         | –         | –           | –           | –      | –      | 4      | 2      |
| Gesamt            | Gesamt           | Gesamt          | 31     | 14   | –          | –          | –         | –         | –           | –           | –      | –      | 31     | 14     |
| PSV Eindhoven     | Eredivisie       | 2014/15         | 1      | 0    | 1          | 0          | –         | –         | 0           | 0           | –      | –      | 24     | 3      |
| PSV Eindhoven     | Eredivisie       | 2015/16         | 5      | 0    | 2          | 0          | –         | –         | 1           | 0           | 0      | 0      | 46     | 5      |
| PSV Eindhoven     | Eredivisie       | 2016/17         | 25     | 2    | 2          | 0          | –         | –         | 6           | 0           | 0      | 0      | 39     | 13     |
| PSV Eindhoven     | Eredivisie       | 2017/18         | 32     | 8    | 2          | 0          | –         | –         | 2           | 0           | –      | –      | 38     | 6      |
| PSV Eindhoven     | Eredivisie       | 2018/19         | 33     | 14   | 0          | 0          | –         | –         | 7           | 1           | 1      | 0      | 19     | 2      |
| PSV Eindhoven     | Eredivisie       | 2019/20         | 16     | 5    | 2          | 0          | –         | –         | 10          | 1           | 1      | 0      | 4      | 1      |
| Gesamt            | Gesamt           | Gesamt          | 112    | 29   | 9          | 0          | –         | –         | 26          | 2           | 2      | 0      | 149    | 31     |
| Tottenham Hotspur | Premier League   | 2019/20         | 14     | 3    | 1          | 0          | 0         | 0         | 1           | 0           | –      | –      | 16     | 3      |
| Tottenham Hotspur | Premier League   | 2020/21         | 21     | 1    | 1          | 0          | 2         | 0         | 11          | 0           | –      | –      | 35     | 1      |
| Tottenham Hotspur | Premier League   | 2021/22         | 25     | 3    | 2          | 0          | 2         | 1         | 3           | 0           | –      | –      | 32     | 4      |
| Gesamt            | Gesamt           | Gesamt          | 60     | 7    | 4          | 0          | 4         | 1         | 15          | 0           | –      | –      | 83     | 8      |
| Ajax              | Eredivisie       | 2022/23         | 32     | 12   | 4          | 1          | –         | –         | 8           | 2           | 1      | 1      | 45     | 16     |
| Ajax              | Eredivisie       | 2023/24         | 24     | 12   | 0          | 0          | –         | –         | 7           | 1           | –      | –      | 31     | 13     |
| Ajax              | Eredivisie       | 2024/25         | 1      | 0    | 0          | 0          | –         | –         | 2           | 0           | –      | –      | 3      | 0      |
| Gesamt            | Gesamt           | Gesamt          | 57     | 24   | 4          | 1          | –         | –         | 17          | 3           | 1      | 1      | 79     | 29     |
| Al-Ittihad        | Saudi Pro League | 2024/25         | 0      | 0    | 0          | 0          | –         | –         | 3           | 0           | –      | –      | 18     | 2      |
| Gesamt            | Gesamt           | Gesamt          | 0      | 0    | 0          | 0          | –         | –         | 3           | 0           | –      | –      | 18     | 2      |
| Karriere Gesamt   | Karriere Gesamt  | Karriere Gesamt | 294    | 41   | 54         | 14         | 4         | 1         | 81          | 11          | 2      | 0      | 431    | 66     |

* Stand: 22. August 2024 (Quellen: soccerway.com, transfermarkt.de)

## Erfolge
- Finalist U-17-Europameisterschaft 2014
- Niederländischer Meister: 2015, 2016, 2018
- Niederländischer Superpokalsieger: 2016